# Monument de l'insurrection de Varsovie
Le Monument de l'insurrection de Varsovie est un monument situé Plac Krasińskich, dans Ulica Długa à Varsovie. Dédié à la mémoire de l'insurrection de Varsovie en 1944, il est l’œuvre du sculpteur Wincenty Kućma (pl) et de l'architecte Jacek Budyn. Il a été inauguré le 1er août 1989.

## Sources
- (pl) Cet article est partiellement ou en totalité issu de l’article de Wikipédia en polonais intitulé « Pomnik Powstania Warszawskiego » (voir la liste des auteurs).

- (en) Cet article est partiellement ou en totalité issu de l’article de Wikipédia en anglais intitulé « Warsaw Uprising Monument » (voir la liste des auteurs).